# Martí Garcia de Mendoza
Martí Garcia de Mendoza (Fuenlabrada de los Montes, 1549/1550 — Tortosa, setembre/octubre de 1615) fou un arquitecte d'origen extremeny, mestre major de l'obra de la Seu de Tortosa des de 1581 fins a 1615, i considerat un dels millors arquitectes del tardorenaixement català.

## Biografia
Martí García va néixer a Fuenlabrada de los Montes, en l'actual província de Badajoz, i fou fill d'Antonio Muñoz i Catherina Gonzales, naturals de Biscaia.
Arriba a Tortosa als 14 anys per entrar al servei de Martín de Córdoba y Mendoza, llavors bisbe d'aquesta diòcesi.
Ben aviat es dedica a l'estudi de l'arquitectura, ja que l'any 1571 estava dirigint obres en la defensa de la costa de l'Ebre. Res més se sap de la seva vida o treballs fins a 1575, quan casa amb Maria d'Arbizu, filla de Martín d'Arbizu, mestre ferrer natural de Navarra, i apareix treballant a la Seu, a les ordres del mestre major, Juan de Sobralde, o del Orrio. A part de cert parentiu entre la dona de Juan de Sobralde i Martí Garcia, la relació entre ells dos fou molt intensa, de mestratge per part de Sobralde, i de mútua amistat; i així en el darrer testament de Juan de Sobralde, redactat al juny de 1580, nomena hereus universals el mateix Martí i la seva muller, Maria d'Arbizu, i a més a més, Martí és designat marmessor del testament, on també apareix com a beneficiària la seva filla Marianna Mendoza.
Des de 1578, treballa en els Reials Col·legis de Tortosa, on traça alguns elements i dirigeix les obres de l'església conventual, inclosa la façana, i de part del col·legi de Sant Domènec i Sant Jordi. Per a realitzar la traça de l'església viatja a Aragó el 1584 per documentar-se, i també traça la portada, la qual realitza el 1585.
El 26 de maig de 1581, substituint el seu mestre Juan de Sobralde, és nomenat mestre major de la Seu, càrrec que mantindrà fins a la seva mort.

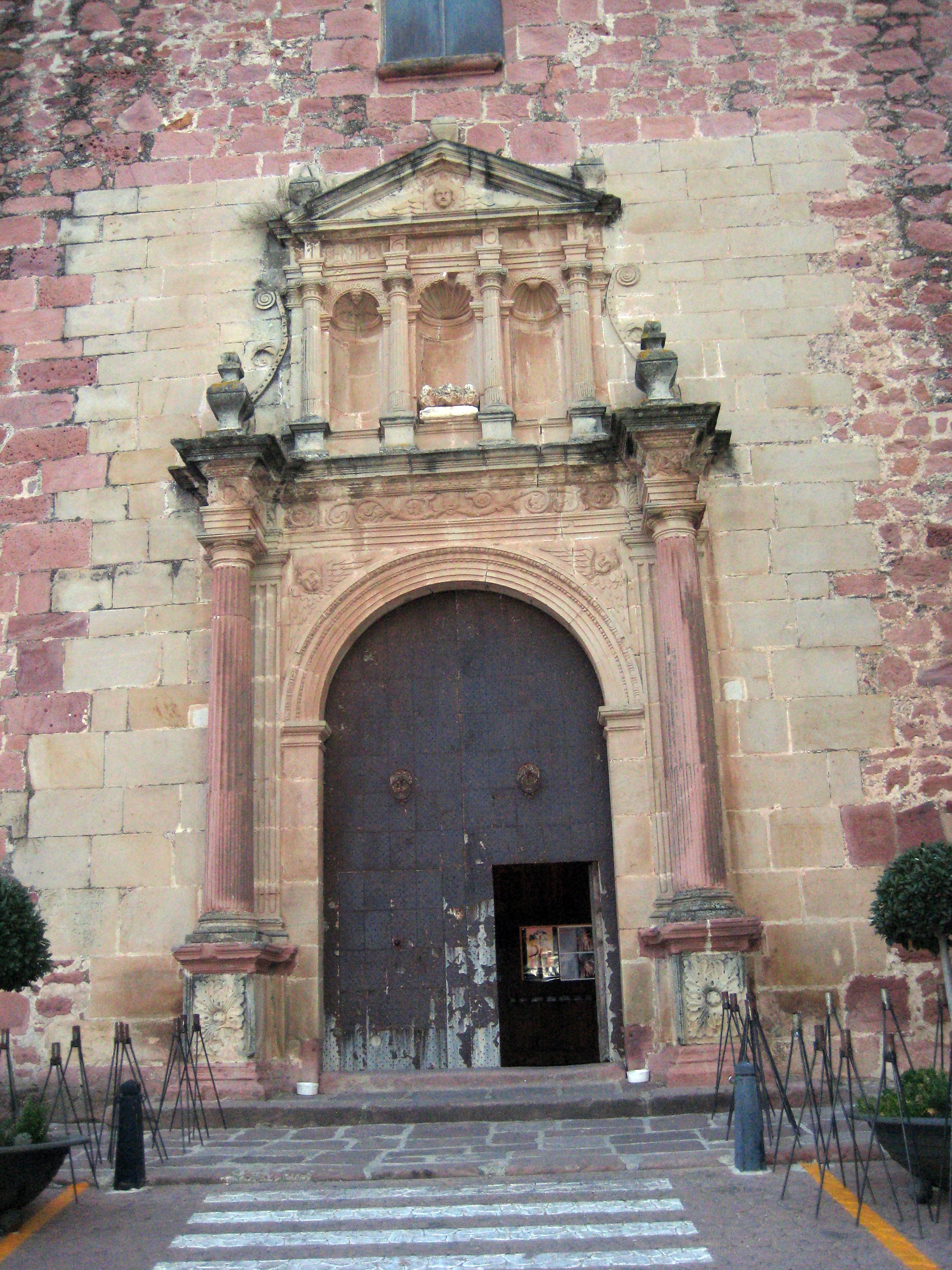

Com a mestre major de les obres de la Seu, i per extensió de la diòcesi, participa no sols en les dues obres emblemàtiques de la ciutat de Tortosa: la Seu i els Reials col·legis, en la traça, en la direcció de les obres o visurant les obres d'altres mestres; també traça, dirigeix o visura, tant obres civils com religioses, tant de la diòcesi o de fora d'ella. Així, l'any 1590, és contractat per construir la sagristia de l'església de l'Assumpció de Calaceit, obra que es va anar endarrerint, i participa en el concurs per a construir les portades de la Sala Nova del Palau de la Generalitat Valenciana, que no guanya. El 1592, visura la construcció del campanar de l'església de Santa Maria la Major de Castelló de la Plana, junt a Damián Méndez, autor de la traça, i el 1597 torna a visurar les obres, aquesta vegada, sol·licitat pel constructor, Francesc Galiança de la Lancha. El 1593 visura el cor de la Seu. El 1596 arriba a Vilafamés per assessorar, reconèixer i aprovar el lloc triat per al nou temple, i a més a més, executa la traça i redacta els plans de construcció, i després visita sovint el lloc vper a comprovar l'evolució de les obres. També el 1596 traça el claustre, pòrtic de l'església i altres parts, del convent del Miracle de Tortosa. El 1600 construeix, amb el mestre Pedro del Hielmo, la carretera del coll de Balaguer. El 1603 és requerit a Barcelona per a visurar unes obres, junt al mestre d'obres Montserrat Santacana, realitzades per Pere Blai al Palau de la Generalitat; i el mateix any, visita la vila d'Alcover per a visurar les obres de l'església nova o de l'Assumpció.
Al març de 1611, ja gran, com que va ser reconegut pel seu mestratge, pensa en els seus descendents, especialment el seu fill Joan Jaume, notari de Tortosa e hi presenta una petició per ésser reconegut com a ciutadà honrat de Tortosa.
Mor l'any 1615, en els mesos de setembre o octubre, a casa seva a la volta de Sant Blai, a Tortosa, i fou soterrat a la capella del Santíssim Sagrament de la Seu. Tingué, als menys, quatre fills: Marianna, Joan Jaume, Gaspar i Elisabet, dels quals li van sobreviure, Joan Jaume i Elisabet.

## Obra

### Significació
Aquest arquitecte exercí una notable influència a l'àrea tortosina, amb elements que connecten el magisteri de Sebastiano Serlio però que aplica sempre a espais que perpetuen l'esquema medieval de nau única amb capelles fornícula, presbiteri vuitavat i coberta de creueria.

### Obres
- Torres de guaita, des dels Alfacs fins a Salou (1570/1571-?). Tracista i director d'obres. Es desconeix el nombre total de torres en les quals participa,[4] entre les quals es troba documentada la torre del Codonyol, a la badia dels Alfacs.[7]
- Convent de la Trinitat.[17]
- Reials Col·legis de Tortosa (1578-1609). Traça i dirigeix les obres de l'església, la façana, el claustre, i altres parts, del convent de Sant Domènec i Sant Jordi.[10][18]
- Convent del Miracle de Tortosa (1596-?). Junt a Lope de Avaria, traça el claustre, el pòrtic i el cor de l'església, i altres elements menors, i dirigeix l'obra.[19]
- Església de l'Assumpció de Vilafamés (1596). Realitza la traça de l'església i de la portada principal, i confecciona els capítols de construcció.[13][20]
- Carretera del coll de Balaguer (1600).[6]
- Església de Sant Joan Baptista d'Alcalà de Xivert. En data desconeguda dirigeix el reforç de la volta.[21]
- Ermitori de la Mare de Déu de l'Aldea (principis del segle XVII). disseny de la reforma.[17]